# Кернохан, Роксэнн
Роксэнн Кернохан (англ. Roxanne Kernohan, 20 марта 1960, Канада — 5 февраля 1993, Санта-Клара, Калифорния) — канадская актриса и фотомодель, получившая наибольшую известность после своей роли в фильме «Зубастики 2: Основное блюдо».

## Биография
Кернохан снималась в кино в конце 1980-х годах. В 1988 году она сыграла жестокую амазонку Миду в постапокалиптическом боевике «Феникс-воин», жертву убийцы в фильме «Смертельный пульс», проститутку в фантастическом фильме ужасов «Из другого мира», с Трейси Лордс в главной роли.
Самой известной и запоминающейся ролью в карьере актрисы стала роль космического пришельца Ли, который трансформируется в девушку с обложки «Плейбоя», в фильме «Зубастики 2: Основное блюдо». После этого кинематографического успеха Кернохан почти исчезла с больших экранов. Она дала интервью в документальном фильме «Упадок западной цивилизации 2: Годы тяжелого металла», а также появилась в боевике «Танго и Кэш» в эпизодической роли стриптизёрши.
5 февраля 1993 года Кернохан скончалась в больнице  в возрасте 32 лет от полученных травм, причиной которых стало ДТП.

## Фильмография
| Год  |   | Русское название             | Оригинальное название        | Роль                |
| ---- | - | ---------------------------- | ---------------------------- | ------------------- |
| 1988 | ф | Смертельный пульс            | Fatal Pulse                  | Энн                 |
| 1988 | ф | Зубастики 2: Основное блюдо  | Critters 2: The Main Course  | Ли                  |
| 1988 | ф | Из другого мира              | Not of This Earth            | главная проститутка |
| 1988 | ф | Феникс-воин                  | Phoenix the Warrior          | Мида                |
| 1988 | ф | Ангелочек 3: Последняя глава | Angel III: The Final Chapter | белая проститутка   |
| 1989 | ф | Танго и Кэш                  | Tango & Cash                 | стриптизёрша        |
| 1991 | в | Королевы крика в джакузи     | Scream Queen Hot Tub Party   | в роли самой себя   |